# Patrik Larsson
Patrik Larsson (* 3. Februar 1983) ist ein schwedischer Fußballspieler. Der Stürmer bestritt in seiner bisherigen Karriere über 150 Spiele in der Superettan.

## Werdegang
Larsson entstammt der Jugend des Falkenbergs FF. In der Spielzeit 2003 debütierte er für den Klub in der Superettan. Anfangs noch Stammspieler rückte er in der Spielzeit 2005 ins zweite Glied. Nach Ablaufen seines Vertrages Ende 2006 schloss er sich zunächst dem Viertligisten Varbergs BoIS an, kehrte aber nach nur einer Spielzeit in die Zweitklassigkeit zurück. Für den Aufsteiger Ängelholms FF erzielte er in seiner ersten Spielzeit zehn Saisontore, der Klub verpasste als Tabellenfünfter um drei Punkte den Relegationsplatz zur Allsvenskan. Daraufhin verlängerte er seinen Vertrag bis Ende 2010. In den beiden anschließenden Spielzeiten konnte er jedoch nicht mehr an die Leistungen anknüpfen, parallel rutschte der Klub in der Tabelle ab.
Nach Auslaufen seines Vertrages wechselte Larsson Anfang 2011 zum mittlerweile Drittligisten Varbergs BoIS in die Division 1. Mit 14 Saisontoren führte er den Klub am Ende der ersten Spielzeit zum Aufstieg in die Superettan. Auch dort erzielte er in der Spielzeit 2012 14 Treffer und war damit einer der Garanten für den Klassenerhalt.